# Rapatea saulensis
Rapatea saulensis är en gräsväxtart som beskrevs av B.M.Boom. Rapatea saulensis ingår i släktet Rapatea och familjen Rapateaceae.
Artens utbredningsområde är Franska Guyana. Inga underarter finns listade i Catalogue of Life.